# Szpilki (czasopismo)
Szpilki – polskie ilustrowane czasopismo satyryczne, założone w grudniu 1935 roku przez Zbigniewa Mitznera (jednocześnie pierwszego redaktora naczelnego), Eryka Lipińskiego i Zenona Wasilewskiego. Programowo związane ze środowiskiem lewicy (przed II wojną światową ośmieszało obóz sanacyjny, a po niej przeciwników ustroju komunistycznego).

## Historia
Wydawane w Warszawie z wyjątkiem lat 1945–1947 (zburzenie Warszawy), kiedy siedzibą redakcji była Łódź. Siedziba redakcji znajdowała się przy placu Trzech Krzyży 16a.
W latach 1950–1953 wydawało Bibliotekę Szpilek, a w latach 1955–1958 Kalendarz Szpilek, później patronowało okazjonalnym publikacjom książkowym (np. antologii Coś nam zostało z tych lat z Wydawnictw Artystycznych i Filmowych w 1965), czy firmowało kolekcję kartek pocztowych koncernu "Ruch" (1973). Podobnie jak wiele innych tytułów prasowych zostało zawieszone na kilka miesięcy po wprowadzeniu stanu wojennego, zaś w 1990 po raz pierwszy przestało ukazywać się. W 1992 próbował reaktywować je Marek Przybylik (od lutego do kwietnia ukazało się 13 numerów Szpilek). Dwie próby reaktywacji zakończyły się niepowodzeniem i w 1994 zostały zawieszone.

## Redaktorzy naczelni
Do 1939 – Zbigniew Mitzner (wydawca) i Eryk Lipiński, po 1945 – Eryk Lipiński, Witold Filler, Jacek Janczarski, B. Kmieciński, Stanisław J. Lec, Arnold Mostowicz, Leon Pasternak, Marek Przybylik, M. Sass, R. Starzyński, Krzysztof T. Toeplitz, Jerzy Zaruba.

## Publicyści
Janusz Atlas, Maria Czubaszek, Wiesław Brudziński, Feliks Derecki, Leonid Fokszański, Jan Galuba, Konstanty I. Gałczyński, Zuzanna Ginczanka, Stefania Grodzieńska, Tadeusz Hollender, Świętopełk Karpiński, Jonasz Kofta, Stanisław J. Lec, Anna Lechicka-Kuśniewicz, Antoni Marianowicz, Janusz Minkiewicz, Zbigniew Nienacki, Anatol Potemkowski, Józef Prutkowski, Jeremi Przybora, Andrzej Rumian, Antoni Słonimski, Ryszard Smożewski, Edward Szymański, Lech Terpiłowski, Krzysztof T. Toeplitz, Julian Tuwim, Stanisław Tym, Jerzy Urban, Joanna Wilińska, Radosław Zięcina.

## Rysownicy
Maja Berezowska, Julian Bohdanowicz, Walerian Borowczyk, Ignacy Bulla, Bohdan Butenko, Antoni Chodorowski, Piotr Chrobok, Andrzej Czeczot, Andrzej Dudziński, Józef Dynda, Jerzy Flisak, Anna Gosławska-Lipińska, Mirosław Hajnos, Jacek M. Hohensee, Zbigniew Jujka, Tomasz Jura, Eliasz Kanarek, Szymon Kobyliński, Krzysztof Konopelski, Zbigniew Lengren, Jan Lenica, Edward Lutczyn, Edmund Mańczak, Andrzej Mleczko, Marek Polański, Juliusz Puchalski, Zbigniew Rabsztyn, Szczepan Sadurski, Henryk Sawka, Małgorzata Spychalska-Komar, Grzegorz Szumowski, Janusz Stanny, Ryszard Twardoch, Anatol Ulman, Antoni Wasilewski, Zygmunt Zaradkiewicz, Jerzy Zaruba, Zbigniew Ziomecki, Marian Matocha, Julian Żebrowski.